# Сафарбеков, Садык Жунисович
Садык Жунисович Сафарбеков (каз. Садық Жүнісұлы Сафарбеков; август 1902 — 1938, Алма-Ата, Казахская ССР, СССР) — советский казахский государственный и партийный деятель.

## Биография
С 1919 года — член коммунистической партии. В 1919—1920 — на Высших партийных курсах в Ташкенте, преподавал в университете научный коммунизм (1924—1925).
В 1920-1922 гг. работал секретарем комитета комсомола в Семиреченской области, один из создателей Туркестанского комсомола.
В 1923—1924 гг. — член коллегии Комиссии по партийному контролю в Ташкенте и Сырдарьинской области. В 1925—1927 гг. — председатель Чимкентского и Петропавловского губкомов, в 1928—1929 гг. — заведующий отделом Акмолинского окружного комитета партии.
В 1929 году — главный редактор газеты «Казахстанская правда».
В 1930—1932 гг. — заведующий отделом Акмолинского и Карсакбаевского районного комитета партии, в 1932—1933 гг. — в Восточно-Казахстанской области, в 1933—1936 гг. — в Кызылординском районе,
В 1936—1937 гг. — 1-й секретарь комитета партии в Карагандинской области, Гурьевском округе, в Западно-Казахстанской области. 1-й и 2-й секретарь Уральского городского комитета партии.
Делегат 6-8-го съезда КП(б)К, член Краевого комитета ЦК Компартии Казахстана, член ЦК Компартии Казахстана.
В 1937 году репрессирован.